# Budczyce
Budczyce (niem. Haltauf) – wieś w Polsce położona w województwie dolnośląskim, w powiecie trzebnickim, w gminie Zawonia.

## Podział administracyjny
W latach 1975–1998 miejscowość administracyjnie należała do województwa wrocławskiego.

## Turystyka
Wieś leży wśród lasów na Równinie Czeszowskiej. Przez wieś przebiega pieszy zielony szlak turystyczny z Zawoni do Kuźniczyska będącym odcinkiem szlaku prowadzącego z Milicza do Długołęki.